# 劉天擎
劉天擎 海外華裔詩人,企業家. 1944年出生在中國重慶，幼時隨父親劉清池( 曾擔任花蓮、台北、彰化、高市等縣市警察局長)遷居台灣，並在台灣東吳大學完成大學業,1970年赴美留學，獲得法學碩士學位，與妻子丘繼聰在美國開始移民生活，經營禮品連鎖店行銷，育有兩子,大兒子劉雲平(美國國會眾議員),次子劉雲中(南加州肺科醫生)。